# KTRT
（簡稱）是台北101興建工程的總承包商，為日商熊谷組（KUMAGAI GUMI）、華熊營造（TAIWAN KUMAGAI；熊谷組在台子公司）、榮民工程（RSEA）、大友為營造（TA-YO-WEI；和信集團成員）因爭取台北101興建招標所組成的聯合承攬團隊。

## 外部連結
- 華熊營造
- 榮民工程公司
- 四方開發建設（大友為營造母公司）（页面存档备份，存于）